# Scufundare

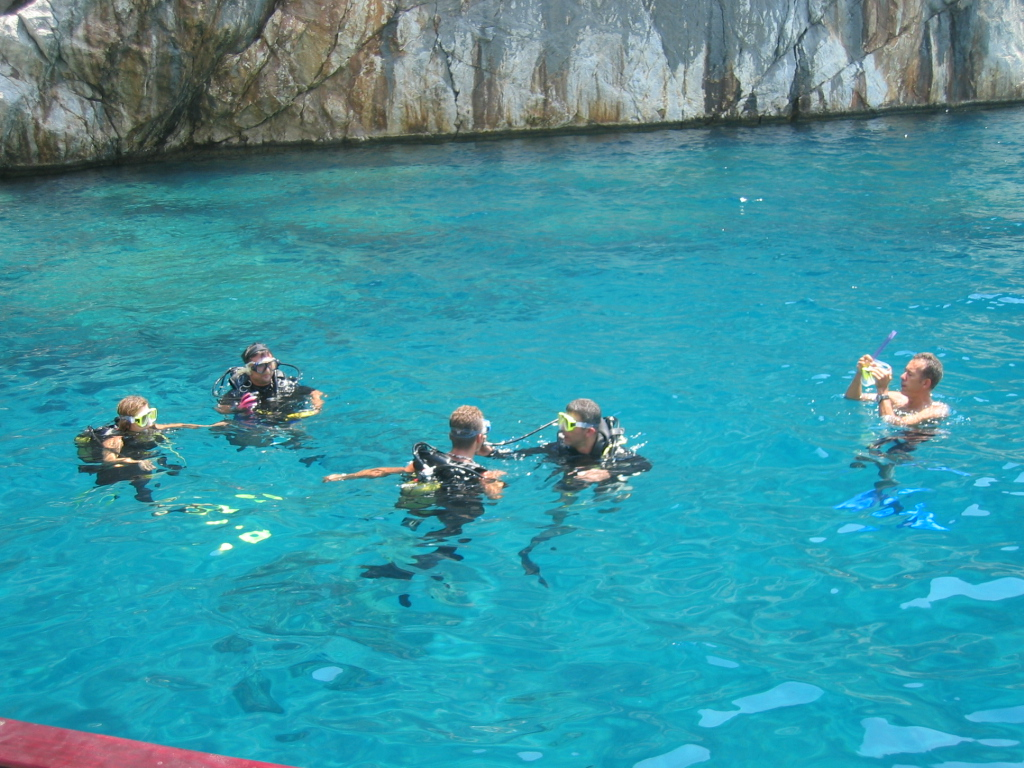
Scafandrii la suprafață

Scufundarea subacvatică reprezintă acțiunea de pătrundere sau intrare a omului sub apă. În funcție de adâncime, scop, echipament etc, există mai multe metode de scufundare și anume: scufundare sportivă individuală (scufundare liberă (în apnee)), scufundare cu aparat autonom de respirat sub apă) și scufundare profesională (scufundare cu alimentare de la suprafață, scufundare cu submersibilul lock-in/lock-out, scufundare în saturație).
Amatori și adepți ai scufundării subacvatice sunt din ce în ce mai mulți. Atrași de o lume în întregime nouă, bogată în culori și populată de viețuitoare în general nepericuloase, aceștia descoperă senzațiile specifice imponderabilității cunoscute doar de astronauți.

## Scurtă istorie a scufundării

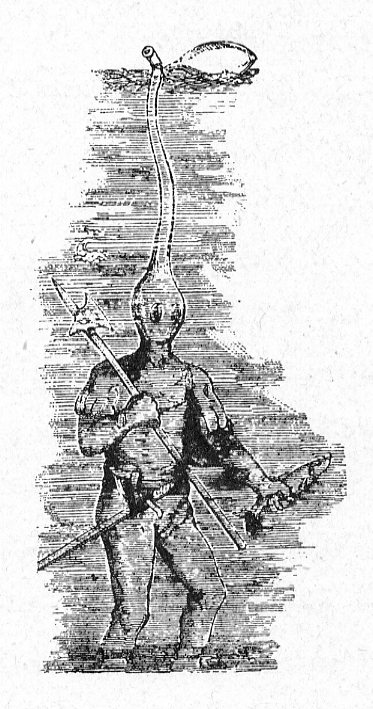
Scafandru din manuscrisul lui Vegetios, 1511

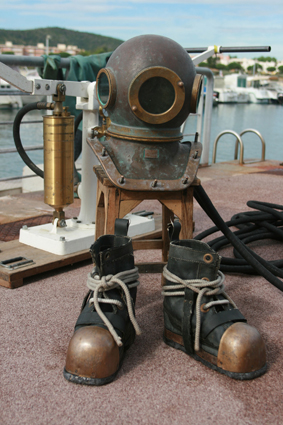
Cască şi cizme de plumb Siebe, 1887

Din motive alimentare, sau atras de prețul ridicat al mărgeanului, al mărgăritarelor, al bureților sau al chihlimbarului, sau din dorința de a recupera încărcături scufundate, omul a căutat încă din Antichitate să pătrundă sub mare. În Imperiul Roman, exista breasla urinatorilor, scafandri profesioniști specializați în recuperarea încărcăturii epavelor scufundate la mai puțin de 10 m adâncime. Aceștia se scufundau din bărci manevrate de ucenicii lor, goi, lestați cu pietroaie (care se mai găsesc și acum acolo unde au muncit), și legau obiectele de recuperat (în general amfore) cu parâme pe care ucenicii lor le trăgeau sus.
Cele mai vechi relatări despre scufundarea omului în mare cu unelte anume concepute pentru aceasta, se găsesc în epizodul din epopeea lui Alexandru cel Mare, conform căruia acesta s-a scufundat câtva timp sub apă într-un cheson de scufundare din lemn numit Colympha (în unele traduceri este scris "butoi") prevăzut cu hublouri de cristal prin care a observat viata submarină; aceste chesoane fiind construite, cu trei veacuri înaintea erei noastre, pentru lucrările portuare și pentru ranfluare. În Imperiul Bizantin, apoi în Marea Britanie și Olanda, apar încă din Evul Mediu, pe lângă chesoane, primele costume de scafandru din piele, cu plumbi la glezne și tub de respirat ; acestea permiteau lucrări la cel mult 2,5 m adâncime și în apă limpede, în lipsa aerului comprimat și a ochelarilor de înot.
Abia în secolul XIX apar ochelarii de înot, folosiți de scafandrii goi culegători de bureți sau de stridii perliere, în apele calde, și costumele de scafandri grei, din cauciuc, cu cizme de plumb și căști, care erau alimentați cu aer comprimat de la suprafață, mulțumită unui compresor sau pompă (primele erau învârtite cu mâna). Ulterior inginerii francezi Rouquayrol și Denayrouze inventează detentorul, care eliberează aerul comprimat la o presiune proporțională cu adâncimea.
Scafandrii autonomi, care respiră mulțumită unei butelii de aer comprimat al cărui robinet și-l reglau manual, apar în marina militară italiană în 1918 : prima lor misiune, reușită, este distrugerea crucișătorului amiral austro-ungar Viribus Unitis în portul Trieste (distrugere din păcate inutilă, dat fiind că erau ultimele zile ale războiului și că echipajul croat depusese armele și intenționa să predea nava). Ulterior, după 1935, se dezvoltă și scafandreria autonomă civilă, cu pionieri precum Hans Hass în Germania, Philippe Tailliez și Jacques Yves Cousteau în Franța. Primul realizează, în culori, cel dintâi film submarin în 1939, în Marea Caraibilor; ultimii doi, în 1942, la Toulon, realizează al doilea film submarin (alb și negru) și inventează, cu inginerul Émile Gagnan, cel dintâi detendor adaptat buteliilor pentru acafandri autonomi.
În decursul celui de-al doilea război mondial, scafandreria autonomă militară cunoaște o dezvoltare rapidă, iar după 1945, în S.U.A. și în Europa occidentală, scufundarea autonomă civilă devine un sport și o distracție, zeci de mii de cluburi apărând de-a lungul coastelor, unele deschise și copiilor de la 12 ani în sus. Francezul Jacques Yves Cousteau contribuie enorm la această dezvoltare, popularizând scufundarea, atât profesională cât și de amatori, prin zecile de filme turnate pentru televiziune pe bordul navei Calypso.

## Echipamentul utilizat în scufundare
Încă de la începuturile pătrunderii omului sub apă și ale activităților de scufundare, problemele majore pe care le-au întâmpinat scafandrii au fost cele legate de vizibilitatea , mișcarea sub apă și rămânerea sub apă un timp mai îndelungat. Pentru rezolvarea acestora, au fost concepute și realizate elemente de echipament pentru scufundare liberă în apnee(vizor, labe de înot și tub de respirat), care să ofere o vedere subacvatică corespunzătoare și o eficiență crescută la înot, aparat autonom de respirat sub apă, (detentor, butelie), instrumente (manometru submersibil, profundimetru,  etc. și accesorii. Ulterior, aceste elemente au făcut parte din echipamentul de bază al scufundătorului în apnee și ale scafandrului autonom cu aer comprimat.

### Echipament pentru scufundare liberă

#### Vizor (mască)
Piesă de bază a echipamentului de scufundare ce acoperă și nasul permițând scafandrului să poată vedea sub apă. Vizorul pentru scufundarea autonomă are următoarele elemente componente: geam, jupă de etanșare, colier de fixare a geamului, baretă reglabilă pentru prindere pe cap și bosaj. Există foarte multe tipuri de vizoare de diferite forme și mărimi: cu unul sau două geamuri, cu sau fără lentile corectoare, cu sau fără supapă pentru evacuarea apei, cu jupă cu simplă sau dublă etanșare.  În funcție de volumul de aer pe care îl delimitează vizoarele pot fi cu volum mic și cu volum mare. Pentru scufundarea autonomă cu aparat de respirat sub apă se utilizează vizoare cu volum mare.

#### Labe de înot
Există o mare varietate de labe de înot: profesionale sau de amatori, mai rigide sau mai elastice, demontabile sau nu, pentru ambele picioare (labele utilizate la înotul în stil delfin), cu suprafață mai mare sau mai mică etc. În general, labele de  înot se pot împărți în două mari categorii: labe cu călcâi (cu talon) și labe cu baretă reglabilă.

#### Tub de respirat
Numit și "șnorhel", tubul de respirat este indispensabil, atât în scufundarea liberă cât și în scufundarea cu aer comprimat, pentru economisirea aerului din butelii, în timpul parcursului la suprafață.

#### Costum de scufundare
Pentru a putea rămâne un timp mai îndelungat într-o apă cu temperatură scăzută, scufundătorul va trebui să poarte costum de protecție termică pentru a păstra căldura corpului, prin limitarea pierderilor de căldură către mediul acvatic exterior. Alegerea tipului de îmbrăcăminte se face funcție de temperatura apei, tipul activității desfășurate sub apă și statura scafandrului. Costumul de scufundare poate fi umed sau uscat.

#### Centură de lestare
Piesă de bază a echipamentului de scufundare folosită pentru contracararea flotabilității pozitive a costumului din neopren și chiar a corpului scafandrului. Pe centura de lestare se pune lest format din mai multe greutăți din plumb.

#### Vestă de salvare
Componentă a echipamentului de scufundare utilizată pentru ridicarea la suprafața apei, reglarea flotabilității precum și pentru asigurarea respirării pe timp relativ scurt în situație de urgență, vesta jucând rolul unui sac respirator.

### Aparat autonom de respirat sub apă
Aparatele autonome de respirat sub apă sunt acele dispozitive respiratorii utilizate în scufundare, având propria lor rezervă de gaz respirator și deci fiind independente de orice alimentare de la suprafață. 
Aparatul autonom de respirat în circuit deschis cu aer comprimat are în alcătuirea sa două componente de bază și anume butelia (sau bateria de butelii) și detentorul.

#### Detentor
Componentă a aparatului autonom de respirat sub apă conceput atât pentru a destinde aerul de la presiunea înaltă la care se află stocat în butelie, la presiunea corespunzătoare adâncimii la care se află scafandrul, cât și pentru a permite o respirație fără efort. Din punct de vedere constructiv există detentoare cu un singur etaj (monobloc) și detentoare co două etaje separate.

#### Butelie
Componentă a aparatului autonom de respirat sub apă. Butelia este un recipient de înaltă presiune utilizat pentru stocarea aerului comprimat. Buteliile sunt fabricate din oțel, aluminiu, aliaje de titan sau fibre de carbon și pot fi de mai multe feluri : butelii de scufundare, butelii de securitate și butelii de stocaj. Buteliile de scufundare sunt încărcate cu are comprimat la presiunea de 150...200 bar, iar volumul lor interior poate fi de 10...12 l sau mai mult. Buteliile de securitate sunt purtate de către scafandri împreună cu buteliile de scufundare ca rezervă de aer comprimat dar au un volum interior de cca.3 l. Buteliile de stocaj sunt bulelii de mare capacitate, de 40...50 litri, care pot fi încărcate cu aer la presiunea de 200...300 bar. Buteliile de scufundare și cele de securitate se pot încărca și de la butelii de stocaj.

### Instrumente

#### Manometru submersibil
Instrument de bază al echipamentului de scufundare folosit pentru indicarea continuă a presiunii aerului stocat în butelie. Manometrul submersibil se racordează la etajul I al detentorului.

#### Profundimetru
Instrument de bază al echipamentului de scufundare gradat în metri ce indică adâncimea la care se află scafandrul. Profundimetrul poate fi de trei tipuri: cu tub Mariotte, cu element elastic de tip tub Bourdon și cu membrană elastică.

#### Busolă submersibilă
Piesă a echipamentului de scufundare autonomă utilizată de scafandri pentru orientare sub apă.

#### Calculator de scufundare
Piesă de bază a echipamentului de scufundare. Calculatorul de scufundare este un calculator multilevel conceput în special pentru scafandrii care efectuează scufundări cu decompresie. Poate fi capabil de 25 de funcții diferite.

#### Decompresimetru
Aparat portabil care indică scafandrului, în funcție de durata și adâncimea scufundării, timpii de decompresie.Funcție de principiul de funcționare, decompresimetrul poate fi mecanic sau electronic.

#### Ceas etanș de scufundare
Instrument esențial al echipamentului de scufundare autonomă utilizat la cronometrarea timpului de scufundare, a timpilor de decompresie și împreună cu profundimetrul, la calcularea vitezei de urcare către suprafața apei.

### Accesorii

#### Cuțit de scafandru
Important accesoriu al echipamentului de scufundare.

#### Steag de semnalizare
Steagul de semnalizare pentru scufundare este un accesoriu important pentru desfășurarea activităților subacvatice în deplină siguranță.

#### Lanternă subacvatică
Accesoriu al echipamentului de scufundare utilizat pentru iluminare sub apă. Cu ajutorul lanternei subacvatice se pot efectua scufundări de noapte, iar pe timpul zilei se pot reda culorile naturale ale obiectelor și viețuitoarelor subacvatice.

#### Manometru de control
Accesoriu al echipamentului de scufundare utilizat pentru verificarea presiunii aerului stocat în butelie. Manometrul de control este prevăzut cu un jug pentru racordare la robinetul buteliei și o supapă pentru evacuarea aerului sub presiune rămas în interior.

#### Balon subacvatic (Parașută subacvatică)
Accesoriu al echipamentului de scufundare destinat ridicării de obiecte grele către suprafața apei. Balonul subacvatic este un sac realizat din material impermeabil, deschis la partea inferioară și umplut cu aer. Balonul subacvatic este confecționat din pânză cauciucată și este prevăzut cu un sistem de chingi pentru prinderea obiectelor.

#### Plăcuța de scris sub apă
Accesoriu al echipamentului de scufundare folosit în timpul scufundărilor pentru evidența timpilor de decompresie, a adâncimilor, a temperaturilor sau pentru comunicarea cu ceilalți scafandri.

#### Scuter subacvatic
Vehicul subacvatic autopropulsat utilizat la tractarea sub apă a scafandrului autonom.

#### Torță submarină
Accesoriu al echipamentului de scufundare de forma unui baston scurt ce are la un capăt o substanță puternic inflamabilă ce poate arde sub apă. Torța submarină este folosită în special în timpul scufundărilor de noapte.

#### Geantă pentru echipament
Sac special dimensionat  conceput și realizat pentru transportul și păstrarea echipamentului de scufundare.

## Brevetarea scafandrilor sportivi
Cluburile, asociațiile și organizațiile cu profil de scufundare stabilesc o clasificare a scafandrilor pe baza cunoștințelor, experienței și abilității lor în domeniul scufundării.

Există mai multe clasificări ale scafandrilor funcție de acești factori, unele fiind cu valabilitate internațională, hotărâte pe baza unor convenții:
- Scafandru începător (Nivel 1)
- Scafandru avansat (Nivel 2 și Nivel 3 - Ghid de scufundare)
- Scafandru emerit (Nivel 4)

| Nivelul prerogativelor scafandrilor | Brevete F.F.E.S.S.M. și F.S.G.T. | Brevete N.A.U.I., P.A.D.I., S.S.I., Y.M.C.A. Arhivat în 30 octombrie 2008, la Wayback Machine. (S.E.I.) Arhivat în 7 iunie 2009, la Wayback Machine. | Brevete C.M.A.S.  |
| ----------------------------------- | -------------------------------- | --- | ----------------- |
| Nivelul 1                           | Elementar                        | Scafandru începător | Scafandru 1 stea  |
| Nivelul 2                           | Eșalon 1                         | Scafandru avansat 1 | Scafandru 2 stele |
| Nivelul 3                           | Scafandru autonom                | Scafandru avansat 2 | Scafandru 3 stele |
| Nivelul 4                           | Eșalon 2                         | Scafandru emerit | Scafandru 3 stele |

În România au fost adoptate standarde europene referitoare la brevetarea scafandrilor sportivi și care au fost aprobate ca standarde românești
- SR EN 14153-1:2009 - Servicii referitoare la scufundările de agrement. Cerințe minime referitoare la securitatea formării scafandrilor autonomi care practică scufundări de agrement. Partea 1: Nivel 1. Scufundător asistat
- SR EN 14153-2:2009 - Servicii referitoare la scufundările de agrement. Cerințe minime referitoare la securitatea formării scafandrilor autonomi care practică scufundări de agrement. Partea 2: Nivel 2. Scufundător autonom
- SR EN 14153-3:2009 - Servicii referitoare la scufundările de agrement. Cerințe minime referitoare la securitatea formării scafandrilor autonomi care practică scufundări de agrement. Partea 3: Nivel 3. Ghid de scufundare
- SR EN 14413-1:2004 - Servicii referitoare la scufundările de agrement. Condiții minime

pentru formarea instructorilor de scufundări subacvatice. Partea 1: Nivelul 1 
- SR EN 14413-2:2004 - Servicii referitoare la scufundările de agrement. Condiții minime

pentru formarea instructorilor de scufundări subacvatice. Partea 2: Nivelul 2

## Scufundărea sportivă în România
În România, din cauza condițiilor social-economice existente în trecut, activitatea de scufundare sportivă este mai puțin bogată în evenimente. Cele care au fost consemnate sunt redate în continuare.
1956: încep să se înființeze în cadrul unor filiale A. V. S. A. P. mai multe cercuri de scufundători în mare parte dotați cu echipamente de construcție proprie. În perioada care a urmat se dezvoltă în special vânătoarea subacvatică cu arbalete în lacuri de munte, Delta Dunării și pe litoral.
1960: sunt importate unele aparate autonome de respirat sub apă din Franța și U.R.S.S. (Mistral, AVM 3, AVM 8, Ukraina). În felul acesta, scufundarea autonomă câștigă din ce în ce mai mulți practicanți. Sunt publicate de asemenea o serie de cărți, reviste și articole de specialitate care au condus la popularizarea și ridicarea nivelului general de cunoștințe.
1962: sunt realizate primele filme subacvatice românești Scoicile nu au vorbit niciodată de către regizorul Sergiu Nicolaescu, care cu acest prilej devine și primul operator subacvatic din România și documentarul lui Ion Bostan Păstrăvii din lacurile alpine.
1964: apare în România cartea Sportul subacvatic scrisă de Mihai Lefterescu. Lucrarea este prima de acest gen care s-a tipărit la noi și în care sunt abordate multiple aspecte atât ale scufundării libere (în apnee) cât și ale scufundării autonome cu aer comprimat (echipament, fiziologie, fizică, procedee, accidente de scufundare, pregătire practică, fotografiere subacvatică etc).
1967: cercetarea arheologică subacvatică în România a căpătat un caracter organizat odată cu investigațiile întreprinse în presupusa zonă a anticului port Callatis (Mangalia de astăzi) de grupul de scafandri arheologi condus de căpitanul-locotenent de marină Constantin Scarlat. În perioada 1968-1969 a întreprins observații asupra părții scufundate a cetății Tomis. Rezultat al muncii de excepție a grupului de scafandri-arheologi condus de Constantin Scarlat, în 1973 s-a deschis pentru public la Muzeul Marinei Române din Constanța prima secție de cercetări subacvatice din țara noastră la baza căreia s-a aflat exploatarea zonelor subacvatice din Marea Neagră. Secția s-a organizat în 3 săli ale muzeului și a scos în evidență noile ramuri ale științei apărute ca urmare a cercetării adâncurilor prin observarea directă sub apă: geografia reliefului submarin, biologie submarină, geologie submarină, arheologie subacvatică, navigație submarină și topografie submarină. Având scopuri de cercetare științifică în mediul submarin, acest sector s-a adresat marelui public, dar se situează și ca punct de documentare științifică a studenților de la Institutul de marină și a elevilor Liceului de Marină și Școala de Maiștri de Marină, pentru toți care doreau să cunoască realizările și perspectivele activității submarine în Marea Neagră. Pentru cunoașterea mediului submarin, a condițiilor care fac parte din specificul Mării Negre au fost prezentate echipamente de scufundare, indicații și reguli de lucru sub apă.
1977: este consemnată vizita comandantului Jacques-Yves Cousteau și a navei Calypso la Constanța.
1982: Laboratorul Hiperbar de pe lângă Centrul de Scafandri Constanța, elaborează Tabelele de decompresie cu aer LH-82 , pentru scufundări cu aer până la 60 m adâncime.

### Cărți de scufundare apărute în România
- Manualul scafandrierului.  Ministerul de resboiu. Direcția Marinei. Imprimeria statului, 1898.
- Jacques-Yves Cousteau și Frederic Dumas, Lumea tăcerii, Ed. Științifică, București, 1963.
- Mihai Lefterescu : : Sportul subacvatic. Ed. U. C. F. S., București, 1964.
- Philippe Tailliez: Noi scufundări fără cablu, Ed. Științifică, București. 1968.
- Dimitri Rebikoff: Aviația submarină. Editura Științifică, București, 1968
- Mihai Lefterescu : Oameni în adâncurile mării. Ed. Albatros, București, 1970.
- Alexandru Marinescu : Cuceritori ai adâncurilor, Jacques-Yves Cousteau. Ed. Ion Creangă, București, 1980.
- Gheorghe Năstăsescu : Omul sub apă și la altitudine. Ed. Științifică și  Enciclopedică, București, 1980.
- Constantin Scarlat : Țărmul nevăzut al Mării Negre. Ed. Militară, București, 1982.
- Dinu  Dumitru, Vlad Constantin : Intervenții subacvatice. Editura Tehnică, București, 1982.
- Dinu  Dumitru, Vlad Constantin : Scafandri și vehicule subacvatice. Ed. Științifică și Enciclopedică, București, 1986.
- Cristian Lascu, Șerban Sârbu : Peșteri scufundate. Editura Academiei R. S. R., București, 1987.
- Petre Mihai Băcanu : Flăcări sub apă. Editura Eminescu, București, 1988
- Constantin Scarlat : Itinerare subacvatice de la Istru la Pontul Euxin. Ed. Sport - Turism, București, 1988.
- Constantin Scarlat : Călătorie în adâncuri. Editura Militară, București, 1989.
- Robert Sténuit : Lumile tainice în care m-am scufundat. Editura Meridiane, București, 1991.
- Aron Petru, Mircea Degeratu, Sergiu Ioniță: Ghidul scafandrului autonom. Ed.Olimp-Press, București, 1992.
- Mircea Degeratu, Aron Petru, Sergiu Ioniță: Manualul Scafandrului  .Ed.Per Omnes Artes, București, 1999, ISBN 973-97916-5-4.
- Mircea Degeratu, Aron Petru, Ștefan Georgescu: Aparate de respirat sub apă  Ed. Matrixrom Arhivat în 11 octombrie 2008, la Wayback Machine., București, 2004, ISBN 973-685-558-9.
- Ștefan Georgescu, Mircea Degeratu, Sergiu Ioniță:  Lucrări subacvatice realizate cu scafandri. Scule, unelte și utilaje pentru lucrul sub apă. Tăiere și sudare subacvatică. Ed. Matrixrom, București, 2004, ISBN 973-685-816-2
- Mircea Degeratu, Ștefan Georgescu, Sergiu Ioniță: Lucrări subacvatice realizate cu scafandri. Control nedistructiv și utilizare de explozivi sub apă. Lucrări tehnice sub apă . Ed. Matrixrom, București, 2005.
- Traian Atanasiu, Vasile Grad, Mihai Cornel, Ștefan Georgescu: Acțiunile scafandrilor deminori în viziunea flotelor occidentale. Ed. EX PONTO.
- Comandor Dr. Ștefan Georgescu: Optimizarea acțiunilor de căutare a minelor marine și a altor obiecte subacvatice de către scafandri. Centrul Tehnic - Editorial al Armatei, București, 2004, ISBN 973-86968-4-4.
- Mircea Degeratu, Aron Petru, Ștefan Georgescu, Sergiu Ioniță: Tehnologii hiperbare pentru scufundări unitare și în saturație  Ed. Matrix Rom, București, 2008. ISBN 978-973-755-xxx-x

## Tipuri de scufundări

### Scufundare liberă (în apnee)
Scufundarea liberă sau în apnee, este efectuată prin ținerea respirației fără un aparat autonom de respirat sub apă și reprezintă cea mai veche modalitate de scufundare. 

### Scufundare la altitudine
Scufundarea  la altitudine  este scufundarea efectuată cu aparat autonom de respirat sub apă în medii acvatice (lacuri naturale și lacuri artificiale) situate la diferite altitudini deasupra nivelului mării.

### Scufundare sub gheață
Scufundarea sub gheață este practicată în general în lacuri. 

### Scufundare în peșteri
Scufundarea în peșteri este scufundarea efectuată pentru explorarea și cercetarea peșterilor și sifoanelor submerse.

### Scufundare la epave
Scufundarea la epave reprezintă cercetarea de epave aflate sub apă.

### Scufundare de noapte
Scufundarea de noapte este scufundarea efectuată pe timpul nopții.

### Arheologie subacvatică
Arheologia subacvatică are ca obiect găsirea, recuperarea și studierea diverselor relicve istorice aflate sub apă.

### Scufundare cu aparat autonom de respirat sub apă
Este scufundarea ce utilizează un aparat autonom de respirat sub apă având propria rezervă de gaz respirator fiind independent de orice alimentare de la suprafață.

### Scufundare profesională
Scufundarea profesională este o activitate de scufundare întreprinsă sub apă de către un scafandru profesionist.

### Scufundare militară
Scufundarea militară este un tip de scufundare profesională, în care scafandrii militari efectuează misiuni subacvatice în cadrul unităților de scafandri din forțele navale.